# Schoderite
La schoderite è un minerale.